# Cissura unilineata
Cissura unilineata là một loài bướm đêm thuộc phân họ Arctiinae, họ Erebidae.